# Paratimia
Paratimia is een kevergeslacht uit de familie van de boktorren (Cerambycidae). De wetenschappelijke naam van het geslacht werd voor het eerst geldig gepubliceerd in 1915 door Fisher.

## Soorten
Paratimia is monotypisch en omvat slechts de volgende soort:
- Paratimia conicola Fisher, 1915